# Liste der Monuments historiques in Verdun
Die Liste der Monuments historiques in Verdun führt die Monuments historiques in der französischen Gemeinde Verdun auf.

## Liste der Immobilien
| Bezeichnung                                     | Beschreibung | Standort                                                  | Kennzeichnung | Schutzstatus   | Datum     | Bild           |
| ----------------------------------------------- | --- | --------------------------------------------------------- | ------------- | -------------- | --------- | -------------- |
| Hôtel de Ville                                  | 1623 als Hôtel particulier erbaut, seit 1738 Rathaus | 11 rue du Président Poincaré (Lage)                       | PA00106662    | Classé         | 1886      | weitere Bilder |
| Porte Châtel                                    | im Kern aus dem 13. Jahr, im 15. Jahrhundert umgebaut | Rue Porte Châtel (Lage)                                   | PA00106667    | Inscrit        | 1927      | weitere Bilder |
| Zitadelle                                       | zwischen 1567 und 1634 erbaut nach einem veränderten Entwurf von Jean Errard de Bar-le-Duc, Bauleitung durch Pierre de Conty d’Argencour, Jacques Aleaume und Claude Chastillon; ab 1674 durch Sébastien Le Prestre de Vauban ausgebaut; nach 1871 Einbindung in den Festen Platz Verdun; von 1886 bis 1893 Anlage von unterirdischen Kasernen für 2000 Soldaten mit Magazinen, Bäckerei, Kraftwerk etc., im Ersten Weltkrieg erweitert | Montée Saint-Vanne (Lage)                                 | PA00106657    | Inscrit        | 1929      | weitere Bilder |
| Kapelle St-Nicolas                              | Kapelle des ehemaligen Jesuitenkollegs; von 1731 bis 1735 erbaut | 6 rue Saint Paul (Lage)                                   | PA00106658    | Classé         | 1921      | weitere Bilder |
| Maison du Pape Jules II                         | 1533 erbaut, im 18. Jahrhundert umgestaltet | 2 place de la Libération (Lage)                           | PA00106665    | Inscrit        | 1926      | weitere Bilder |
| Porte de Metz                                   | auch Porte Saint-Victor; aus dem 18. Jahrhundert | Rue Saint-Victor (Lage)                                   | PA00106669    | Inscrit        | 1929      |                |
| Brunnenhaus der Abtei Saint-Maur                | aus der ersten Hälfte des 18. Jahrhunderts | 6 rue Saint-Maur (Lage)                                   | PA00106717    | Inscrit        | 1992      |                |
| Städtisches Theater                             | 1892/93 erbaut | 9 quai Général Leclerc (Lage)                             | PA55000050    | Inscrit        | 2018      |                |
| Unterpräfektur und Justizpalast                 | ehemalige Prämonstratenserabtei Saint-Paul; Kirche von 1556 bis 1574 errichtet, 1790 zerstört; Konventsgebäude zwischen 1686 und 1696 erbaut | 1, 2 place Saint Paul (Lage)                              | PA00106655    | Inscrit        | 1926 1946 | weitere Bilder |
| Kathedrale Notre-Dame-de-l’Assomption           | Bau um 990 begonnen; Schiff und Westchor zwischen 1048 und 1083 erbaut, Ostchor um 1144, Einwölbung des Schiffs im 14. und 15. Jahrhundert; Seitenkapellen zwischen 1390 und 1520; Kreuzgang von 1510 bis 1517 erbaut; Kirche und Kreuzgang nach Brand von 1755 bis 1785 wiederhergestellt; Schäden des Ersten Weltkriegs von 1920 bis 1935 beseitigt                                                                                   | Place Monseigneur Ginisty (Lage)                          | PA00106656    | Classé         | 1906 1907 | weitere Bilder |
| Stadtbefestigung                                | Stadtmauerabschnitt mit der Tour du Champ; ab dem 13. Jahrhundert | Rue du Grand Rempart, rue de la Californie (Lage)         | PA00106659    | Classé         | 1937      | weitere Bilder |
| Bischofspalast                                  | nach 1548 begonnen, von 1725 bis 1754 umgestaltet, Architekt Robert de Cotte; seit 1933 Sitz des Centre mondial de la Paix | Place Monseigneur Ginisty (Lage)                          | PA00106660    | Classé         | 1920      | weitere Bilder |
| Porte Chaussée                                  | Stadttor, um 1350 erbaut | Rue Chaussée (Lage)                                       | PA00106668    | Classé         | 1881      | weitere Bilder |
| Monument à la Victoire et aux Soldats de Verdun | 1926 errichtet, Architekten Léon Chesnay und Louis-Alfred Berthémy, Skulpturen von Jean Boucher | Place de la Libération (Lage)                             | PA00106685    | Inscrit        | 1989      | weitere Bilder |
| Kapelle des Instituts Saint-Joseph              | 1889 erbaut, Architekt Paul-Nicolas Chenevier | Rue Mautroté (Lage)                                       | PA55000037    | Inscrit        | 2003      | weitere Bilder |
| Hôtel de La Princerie                           | 1525 erbaut; heute Museum | 16 rue de la Belle-Vierge (Lage)                          | PA00106661    | Classé         | 1921      | weitere Bilder |
| Maison Noguez                                   | Kanonikerhaus, 1760 erbaut | 8 place Monseigneur Ginisty (Lage)                        | PA00106663    | Inscrit        | 1972      | weitere Bilder |
| Tour de l’Islot                                 | Rundturm der Stadtbefestigung, 13. Jahrhundert | Rue du Grand Rempart (Lage)                               | PA00106671    | Classé         | 1930      |                |
| Krypta der Abtei Saint-Maur                     | Westteil der Krypta um 1011, Ostteil zwischen 1020 und 1050; darüber Wohnhaus aus dem 18. Jahrhundert | 27 rue de la Paix (Lage)                                  | PA00106664    | Classé Inscrit | 1950 1974 | weitere Bilder |
| Schleusenbrücke Saint-Amand                     | 1680 erbaut | Rue du 61e Régiment d’Artillerie (Lage)                   | PA00106666    | Classé         | 1978      | weitere Bilder |
| Synagoge und Rabbinerhaus                       | von 1873 bis 1875 erbaut, Architekt Henri Mazilier, mit Resten des Dominikanerklosters im Rabbinerhaus | 1 impasse des Jacobins, 13 rue des Frères Boulhaut (Lage) | PA00106670    | Classé         | 2002      | weitere Bilder |
| Abtei Saint-Vanne                               | Benediktinerkloster, im 10. Jahrhundert gegründet, Gebäudebestand ab 1830 abgebrochen; erhalten: Nordturm der Abteikirche, 12. Jahrhundert, sowie archäologische Befunde des 15. und 16. Jahrhunderts | innerhalb der Zitadelle (Lage)                            | PA00106654    | Classé         | 1920      | weitere Bilder |

## Liste der Objekte
| Bezeichnung                                                                         | Beschreibung | Standort                                                  | Kennzeichnung | Schutzstatus    | Datum     | Bild           |
| ----------------------------------------------------------------------------------- | --- | --------------------------------------------------------- | ------------- | --------------- | --------- | -------------- |
| Chorgestühl und Wandvertäfelung (1)                                                 | im Ostchor; Holz, um 1758 | in der Kathedrale Notre-Dame-de-l’Assomption (Lage)       | PM55000643    | Classé          | 1904      |                |
| Kelch (1)                                                                           | mit Etui; Silber, vergoldet, bezeichnet 1788 | in der Kathedrale Notre-Dame-de-l’Assomption (Lage)       | PM55001385    | Classé          | 2006      |                |
| Gemälde Porträt von Henri Louis René Desnos                                         | Ölfarbe auf Leinwand, vergoldeter Holzrahmen, zwischen 1770 und 1791 | im Centre hospitalier Sainte-Catherine (Lage)             | PM55001116    | Classé          | 1994      |                |
| Weihwasserbecken                                                                    | Stein, 16. Jahrhundert | in der Kathedrale Notre-Dame-de-l’Assomption (Lage)       | PM55000653    | Classé          | 1907      |                |
| Zehn Gemälde: Passionszyklus                                                        | Ölfarbe auf Leinwand, 17. Jahrhundert, von Joseph Gabriel Contreras; fünf weitere Gemälde während des Ersten Weltkriegs verschwunden | in der Kathedrale Notre-Dame-de-l’Assomption (Lage)       | PM55000662    | Classé          | 1960      |                |
| Chorgestühl und Wandvertäfelung (2)                                                 | im Westchor; Holz, 18. Jahrhundert | in der Kathedrale Notre-Dame-de-l’Assomption (Lage)       | PM55000664    | Classé          | 1982      |                |
| Johannes-der-Täufer-Altar                                                           | Altartisch, Retabel und Skulptur; Marmor, nach 1755, die Skulptur von Johann Joseph Söntgen | in der Kathedrale Notre-Dame-de-l’Assomption (Lage)       | PM55000672    | Classé          |           |                |
| Bestattungskelch                                                                    | Grabbeigabe eines Klerikers; Silber, 17. Jahrhundert | in der Kathedrale Notre-Dame-de-l’Assomption (Lage)       | PM55000689    | Classé          | 1963      |                |
| Kelch und Patene (1)                                                                | Silber, vergoldet, gemarkt 1781 | in der Kathedrale Notre-Dame-de-l’Assomption (Lage)       | PM55000692    | Classé          | 1963      |                |
| Kelch und Patene (2)                                                                | Silber, vergoldet, 19. Jahrhundert | in der Kathedrale Notre-Dame-de-l’Assomption (Lage)       | PM55000695    | Classé          | 1963      |                |
| Kelch und Patene (3)                                                                | Silber, vergoldet, 19. Jahrhundert | in der Kathedrale Notre-Dame-de-l’Assomption (Lage)       | PM55000696    | Classé          | 1963      |                |
| Kelch (2)                                                                           | Silber, vergoldet, 19. Jahrhundert | in der Kathedrale Notre-Dame-de-l’Assomption (Lage)       | PM55000697    | Classé          | 1963      |                |
| Kelch (3)                                                                           | Silber, vergoldet, Anfang des 19. Jahrhunderts | in der Kathedrale Notre-Dame-de-l’Assomption (Lage)       | PM55000698    | Classé          | 1963      |                |
| Gemälde Darstellung Mariens im Tempel                                               | Ölfarbe auf Holz, 17. Jahrhundert | in der Kathedrale Notre-Dame-de-l’Assomption (Lage)       | PM55000705    | Classé          | 1968      |                |
| Skulptur Heilige Fides von Agen                                                     | Stein, farbig gefasst, 16. Jahrhundert | in der Kirche St-Sauveur (Lage)                           | PM55000710    | Classé          | 1964      |                |
| Skulptur Christusbüste                                                              | Holz, farbig gefasst, 17. Jahrhundert | in der Kathedrale Notre-Dame-de-l’Assomption (Lage)       | PM55000757    | Classé          | 1991      |                |
| Mörser (1)                                                                          | Bronze, bezeichnet 1604 | im Centre hospitalier Sainte-Catherine (Lage)             | PM55000766    | Classé          | 1991      |                |
| Monstranz (1)                                                                       | Silber, vergoldet, zwischen 1819 und 1838, von Jean Salmon | in der Kathedrale Notre-Dame-de-l’Assomption (Lage)       | PM55000768    | Classé          | 1991      |                |
| Pluviale (1)                                                                        | Seide, bestickt, 18. oder 19. Jahrhundert | in der Kathedrale Notre-Dame-de-l’Assomption (Lage)       | PM55000771    | Classé          | 1991      |                |
| Pluviale (2)                                                                        | Seide, bestickt, Anfang des 19. Jahrhunderts | in der Kathedrale Notre-Dame-de-l’Assomption (Lage)       | PM55000773    | Classé          | 1991      |                |
| Gemälde Porträt von Hippolyte de Béthune (1)                                        | Ölfarbe auf Karton, 18. Jahrhundert | im Bischofspalast (Lage)                                  | PM55000783    | Classé          | 1991      |                |
| Epitaph für Jocelin de Metz                                                         | Kalkstein, bezeichnet 1332 | in der Kathedrale Notre-Dame-de-l’Assomption (Lage)       | PM55001219    | Classé          | 1995      |                |
| Rimonim (1)                                                                         | Silber, um 1800 | in der Synagoge (Lage)                                    | PM55001235    | Classé          | 1998      |                |
| Toraschild                                                                          | Messing, versilbert, Ende des 18. Jahrhunderts | in der Synagoge (Lage)                                    | PM55001237    | Classé          | 1998      |                |
| Chanukkaleuchter                                                                    | Messing, 19. Jahrhundert | in der Synagoge (Lage)                                    | PM55001238    | Classé          | 1998      |                |
| Reliquiar für einen Zahn des heiligen Sanctinus                                     | würfelförmiges Silberkästchen mit Fenster für den Zahn auf der Schauseite, darüber Bergkristallkugel, darauf Darstellung des Gnadenstuhls; Bergkristall, Silber, teilweise vergoldet, um 1598 | im Bischofspalast (Lage)                                  | PM55001282    | Classé          | 1901      |                |
| Louis-quinze-Kommode (1)                                                            | Holz (u. a. Acajou), Marmor, Bronze, 18. Jahrhundert | im Centre hospitalier Sainte-Catherine (Lage)             | PM55001288    | Classé          | 1964      |                |
| Louis-quinze-Kommode (2)                                                            | Holz (u. a. Acajou), 18. Jahrhundert | im Centre hospitalier Sainte-Catherine (Lage)             | PM55001290    | Classé          | 1964      |                |
| Louis-quinze-Kommode (3)                                                            | Holz (u. a. Acajou), Marmor, Bronze, 18. Jahrhundert | im Centre hospitalier Sainte-Catherine (Lage)             | PM55001293    | Classé          | 1964      |                |
| Wandvertäfelung (1)                                                                 | im Salon im Erdgeschoss; Eichenholz, bemalt, zweite Hälfte des 18. Jahrhunderts | im Bischofspalast (Lage)                                  | PM55001305    | Classé          | 1920      |                |
| Wandvertäfelung (2)                                                                 | in der großen Galerie; Eichenholz, zweite Hälfte des 18. Jahrhunderts | im Bischofspalast (Lage)                                  | PM55001308    | Classé          | 1920      |                |
| Acht Reliquienbilder                                                                | Ensemble aus PM55001310 bis PM55001314 | in der Kathedrale Notre-Dame-de-l’Assomption (Lage)       | PM55000806    | Classé          | 1991      |                |
| Reliquienbild (1)                                                                   | Holz, vergoldet, Knochen, Wachs, Papier, 18. oder 19. Jahrhundert | in der Kathedrale Notre-Dame-de-l’Assomption (Lage)       | PM55001310    | Classé          | 1991      |                |
| Zwei Reliquienbilder (1)                                                            | Holz, vergoldet, Knochen, Wachs, Papier, 18. oder 19. Jahrhundert | in der Kathedrale Notre-Dame-de-l’Assomption (Lage)       | PM55001311    | Classé          | 1991      |                |
| Reliquienbild (2)                                                                   | Holz, vergoldet, Knochen, Wachs, Papier, 18. oder 19. Jahrhundert | in der Kathedrale Notre-Dame-de-l’Assomption (Lage)       | PM55001312    | Classé          | 1991      |                |
| Zwei Reliquienbilder (2)                                                            | Holz, vergoldet, Knochen, Wachs, Papier, 18. oder 19. Jahrhundert | in der Kathedrale Notre-Dame-de-l’Assomption (Lage)       | PM55001313    | Classé          | 1991      |                |
| Zwei Reliquienbilder (3)                                                            | Holz, vergoldet, Knochen, Wachs, Papier, 18. oder 19. Jahrhundert | in der Kathedrale Notre-Dame-de-l’Assomption (Lage)       | PM55001314    | Classé          | 1991      |                |
| Mitra von Charles Ginisty                                                           | mit Etui; Stoff, bestickt, erste Hälfte des 20. Jahrhunderts | in der Kathedrale Notre-Dame-de-l’Assomption (Lage)       | PM55002728    | Inscrit         | 2010      |                |
| Gemälde Porträt von François de Chevert                                             | Ölfarbe auf Leinwand, Holzrahmen, signiert „J. Tischbein Pinx. Cassel 1762“ | im Hôtel de Ville (Lage)                                  | PM55001417    | Classé          | 2007      |                |
| Lampe du vœu de 1636                                                                | ewiges Licht; Silber, 1936 von Paul Brunet | in der Kathedrale Notre-Dame-de-l’Assomption (Lage)       | PM55002466    | Inscrit         | 1997      |                |
| Gitter der Kapelle du Chapelet                                                      | Schmiedeeisen, 1899 | in der Kathedrale Notre-Dame-de-l’Assomption (Lage)       | PM55002468    | Inscrit         | 1989      |                |
| Fragmente eines Bestattungskelches                                                  | Grabbeigabe; Zinn, 18. Jahrhundert | in der Kathedrale Notre-Dame-de-l’Assomption (Lage)       | PM55002482    | Inscrit         | 1992      |                |
| Unbeflecktes Herz Mariens von Notre-Dame-de-Verdun                                  | Silber, vergoldet, 1943 | in der Kathedrale Notre-Dame-de-l’Assomption (Lage)       | PM55002483    | Inscrit         | 2000      |                |
| Skulptur Heilige Katharina von Alexandrien                                          | Wachs, Stoff, zweite Hälfte des 18. Jahrhunderts | im Centre hospitalier Sainte-Catherine (Lage)             | PM55002491    | Inscrit         | 2000      |                |
| Pontifikalleuchter                                                                  | Messing, 19. Jahrhundert | in der Kathedrale Notre-Dame-de-l’Assomption (Lage)       | PM55002574    | Inscrit         | 2005      |                |
| Tablett mit zwei Kännchen                                                           | Silber, vergoldet, 19. Jahrhundert | in der Kathedrale Notre-Dame-de-l’Assomption (Lage)       | PM55002575    | Inscrit         | 2005      |                |
| Zwei Skulpturen: Maria und Johannes                                                 | Holz, farbig gefasst, 17. Jahrhundert | in der Kathedrale Notre-Dame-de-l’Assomption (Lage)       | PM55002579    | Inscrit         | 2005      |                |
| Kanontafel                                                                          | Druckerschwärze auf Papier, Ende des 18. Jahrhunderts | in der Kathedrale Notre-Dame-de-l’Assomption (Lage)       | PM55002581    | Inscrit         | 2005      |                |
| Vier goldene Pluvialen                                                              | Seide, bestickt, 19. Jahrhundert | in der Kathedrale Notre-Dame-de-l’Assomption (Lage)       | PM55002588    | Inscrit         | 2005      |                |
| Ornat von Charles Ginisty                                                           | Kasel, Stola, Manipel, Kelchvelum und Bursa; Seide, bestickt, erste Hälfte des 20. Jahrhunderts | in der Kathedrale Notre-Dame-de-l’Assomption (Lage)       | PM55002661    | Inscrit         | 2007      |                |
| Vier Festungsgeschütze                                                              | Typ Canon 12 de culasse modèle 1884 | im Hôtel de Ville (Lage)                                  | PM55002664    | Inscrit         | 2007      |                |
| Vier Blumenvasen                                                                    | Porzellan, bemalt, 19. Jahrhundert | im Centre hospitalier Sainte-Catherine (Lage)             | PM55002460    | Inscrit         | 2000      |                |
| Skulptur Heiliger Rochus (1)                                                        | Holz, farbig gefasst und vergoldet, 18. Jahrhundert | in der Kathedrale Notre-Dame-de-l’Assomption (Lage)       | PM55002467    | Inscrit         | 2003      |                |
| Kelch (4)                                                                           | Silber, vergoldet, zwischen 1819 und 1838 | in der Kathedrale Notre-Dame-de-l’Assomption (Lage)       | PM55002477    | Inscrit         | 2000      |                |
| Reliquiar für das Wahre Kreuz und die Dornenkrone                                   | Kupfer, versilbert und vergoldet, Glas, um 1820 | in der Kathedrale Notre-Dame-de-l’Assomption (Lage)       | PM55002479    | Inscrit         | 2003      |                |
| Kelch (5)                                                                           | Silber, vergoldet, Email, zwischen 1819 und 1838, von Jean-Charles Cahier | in der Kathedrale Notre-Dame-de-l’Assomption (Lage)       | PM55002480    | Inscrit         | 2000      |                |
| Kelch (6)                                                                           | Silber, vergoldet, 18. und 19. Jahrhundert | in der Kathedrale Notre-Dame-de-l’Assomption (Lage)       | PM55002484    | Inscrit         | 1998      |                |
| Medallion Kreuzabnahme                                                              | Meerschaum, 19. Jahrhundert | in der Kathedrale Notre-Dame-de-l’Assomption (Lage)       | PM55002488    | Inscrit         | 2001      |                |
| Zehn Kronleuchter                                                                   | Eisen, vergoldet, Glas, 1889 | in der Kapelle des Instituts Saint-Joseph (Lage)          | PM55002502    | Inscrit         | 2004      |                |
| Kommunionbank (1)                                                                   | Schmiedeeisen, Acajouholz, 1889 | in der Kapelle des Instituts Saint-Joseph (Lage)          | PM55002504    | Inscrit         | 2004      |                |
| Skulptur Heiliger Rochus (2)                                                        | Holz, farbig gefasst, erste Hälfte des 18. Jahrhunderts | in der Kathedrale Notre-Dame-de-l’Assomption (Lage)       | PM55002577    | Inscrit         | 2005      |                |
| Skulptur Christus als Prediger                                                      | Holz, farbig gefasst, 17. Jahrhundert | in der Kathedrale Notre-Dame-de-l’Assomption (Lage)       | PM55002578    | Inscrit         | 2005      |                |
| Zwei weiße Pluvialen                                                                | Seide, bestickt, 19. Jahrhundert | in der Kathedrale Notre-Dame-de-l’Assomption (Lage)       | PM55002585    | Inscrit         | 2005      |                |
| Zwei russische Geschütze                                                            | Typ 152-mm-Belagerungskanone M1910 | am Monument à la Victoire et aux Soldats de Verdun (Lage) | PM55001382    | Classé          | 2005      |                |
| Gemälde Porträt von François Huguin                                                 | Ölfarbe auf Leinwand, vergoldeter Holzrahmen, erste Hälfte des 19. Jahrhunderts | im Centre hospitalier Sainte-Catherine (Lage)             | PM55001117    | Classé          | 1994      |                |
| Mörser (2)                                                                          | Bronze, 1507 | im Centre hospitalier Sainte-Catherine (Lage)             | propos        | Classé          | 1917      |                |
| Louis-quinze-Kommode (4)                                                            | Acajouholz, Marmor, Bronze, 18. Jahrhundert | im Centre hospitalier Sainte-Catherine (Lage)             | PM55001291    | Classé          | 1964      |                |
| Gemälde Porträt von Nicolas Psaulme                                                 | Ölfarbe auf Leinwand, 19. Jahrhundert | im Centre hospitalier Sainte-Catherine (Lage)             | PM55001295    | Classé          | 1964      |                |
| Kreuzreliquiar                                                                      | Holz, Perlmutt, Elfenbein, bezeichnet 1756 | im Centre hospitalier Sainte-Catherine (Lage)             | PM55001300    | Classé          | 1981      |                |
| Acht Kandelaber                                                                     | in der Kapelle und im Salon im ersten Obergeschoss; Holz, vergoldet, 18. Jahrhundert | im Bischofspalast (Lage)                                  | PM55001309    | Classé          | 1971      |                |
| Ziborium (1)                                                                        | Silber, vergoldet, 18. Jahrhundert | in der Kathedrale Notre-Dame-de-l’Assomption (Lage)       | PM55000769    | Classé          | 1991      |                |
| Grabstein des Kanonikers Collard                                                    | Kalkstein, bezeichnet 1532 | in der Kathedrale Notre-Dame-de-l’Assomption (Lage)       | PM55000777    | Classé          | 1991      |                |
| Kruzifix (1)                                                                        | Holz, weiß gefasst, 18. Jahrhundert | im Bischofspalast (Lage)                                  | PM55000785    | Classé          | 1991      |                |
| Grabstein für Simons Pallet                                                         | Kalkstein, um 1500 | im Centre hospitalier Sainte-Catherine (Lage)             | PM55000790    | Classé          | 1991      |                |
| Behälter für die heiligen Öle (1)                                                   | Silber, zwischen 1798 und 1809 | im Centre hospitalier Sainte-Catherine (Lage)             | PM55000794    | Classé          | 1991      |                |
| Lothringer Schrank                                                                  | Eichenholz, 18. Jahrhundert | im Centre hospitalier Sainte-Catherine (Lage)             | PM55000795    | Classé          | 1991      |                |
| Ziborium (2)                                                                        | Silber, vergoldet, gemarkt 1817, von Jean Salmon | in der Kathedrale Notre-Dame-de-l’Assomption (Lage)       | PM55000804    | Classé          | 1991      |                |
| Gemäldesammlung aus 28 Porträts von Bischöfen von Verdun                            | Ensemble aus PM55000808 bis PM55000814 | im Bischofspalast (Lage)                                  | PM55000807    | Classé          | 1991      |                |
| Gemälde Porträt von Claude Rolet                                                    | Ölfarbe auf Leinwand, vergoldeter Holzrahmen, Ende des 18. oder Anfang des 19. Jahrhunderts | im Bischofspalast (Lage)                                  | PM55000808    | Classé          | 1991      |                |
| Gemälde Porträt von Charles François d’Hallencourt de Dromesnil (1)                 | Ölfarbe auf Leinwand, Holzrahmen, 18. Jahrhundert | im Bischofspalast (Lage)                                  | PM55000809    | Classé          | 1991      |                |
| Gemälde Porträt von Henri-Louis-René des Nos                                        | Ölfarbe auf Karton, vergoldeter Holzrahmen, Ende des 18. Jahrhunderts | im Bischofspalast (Lage)                                  | PM55000810    | Classé          | 1991      |                |
| Zwei Gemälde: Porträt von Nicolas Psaulme und Porträt von Charles d’Hallencourt     | Ölfarbe auf Leinwand, vergoldeter Holzrahmen, 19. Jahrhundert | im Bischofspalast (Lage)                                  | PM55000811    | Classé          | 1991      |                |
| Gemälde Porträt von Jean-Pierre Pagis                                               | Ölfarbe auf Leinwand, vergoldeter Holzrahmen, um 1900 | im Bischofspalast (Lage)                                  | PM55000812    | Classé          | 1991      |                |
| Gemälde Porträt von Louis Ernest Dubois                                             | Ölfarbe auf Leinwand, vergoldeter Holzrahmen, signiert Fr. Barthélémy 1902 | im Bischofspalast (Lage)                                  | PM55000813    | Classé          | 1991      |                |
| 20 Bischofsporträts                                                                 | Ölfarbe auf Leinwand, Ende des 19. Jahrhunderts; darunter zahlreiche Kopien | im Bischofspalast (Lage)                                  | PM55000814    | Classé          | 1991      |                |
| Zwei Kredenzen                                                                      | Holz, bemalt und vergoldet, Marmor, Ende des 18. Jahrhunderts | in der Kathedrale Notre-Dame-de-l’Assomption (Lage)       | PM55001322    | Classé          | 2000      |                |
| Grabdenkmal für Richard de Wassebourg                                               | Stein, bezeichnet 1555 | in der Kathedrale Notre-Dame-de-l’Assomption (Lage)       | PM55000652    | Classé          | 1907      |                |
| Wandvertäfelung (3)                                                                 | in den Seitenkapellen; Holz, 18. Jahrhundert | in der Kathedrale Notre-Dame-de-l’Assomption (Lage)       | PM55000655    | Classé          | 1907      |                |
| Gemälde Fußwaschung                                                                 | Ölfarbe auf Leinwand, 1775 von François Mansuy | in der Kathedrale Notre-Dame-de-l’Assomption (Lage)       | PM55000659    | Classé          | 1959      |                |
| Gemälde Anbetung des Jesuskinds durch Prämonstratensermönche                        | Ölfarbe auf Leinwand, 17. Jahrhundert | in der Kathedrale Notre-Dame-de-l’Assomption (Lage)       | PM55000683    | Classé          | 1960      |                |
| Skulptur Heilige Barbara                                                            | Holz, 16. Jahrhundert | in der Kathedrale Notre-Dame-de-l’Assomption (Lage)       | PM55000684    | Classé          | 1961      |                |
| Bischofsring von Ludwig von Bar                                                     | Gold, Amethyst, erste Hälfte des 15. Jahrhunderts; verschwunden | in der Kathedrale Notre-Dame-de-l’Assomption (Lage)       | PM55000687    | Classé          | 1963      |                |
| Weihrauchfass (1)                                                                   | Silber, Ende des 18. Jahrhunderts | in der Kathedrale Notre-Dame-de-l’Assomption (Lage)       | PM55000700    | Classé          | 1963      |                |
| Sanctinus-Schrein                                                                   | Holz, Kupfer, versilbert, 1804 | in der Kathedrale Notre-Dame-de-l’Assomption (Lage)       | PM55000707    | Classé          | 1971      |                |
| Gemälde Darstellung des Herrn (1)                                                   | Ölfarbe auf Leinwand, 18. Jahrhundert, von François Mansuy | im Bischofspalast (Lage)                                  | PM55000713    | Classé          | 1970      |                |
| Kirchenfenster mit biblischen Szenen und einer Darstellung des Abendmahls           | in der Mariä-Himmelfahrts-Kapelle; 1633 angefertigt | in der Kathedrale Notre-Dame-de-l’Assomption (Lage)       | PM55000743    | Classé          | 1906      |                |
| Skulptur Madonna mit Kind und Apfel                                                 | Stein, farbig gefasst, 15. Jahrhundert | in der Kathedrale Notre-Dame-de-l’Assomption (Lage)       | PM55000755    | Classé          | 1991      |                |
| Kelch von Coures d’Avocourt                                                         | Kristallglas, 16. Jahrhundert | in der Kathedrale Notre-Dame-de-l’Assomption (Lage)       | PM55000760    | Classé          | 1991      |                |
| Bestattungskelch und -patene von Ulrich de Sarnay                                   | Grabbeigabe; Zinn, um 1273 | in der Kathedrale Notre-Dame-de-l’Assomption (Lage)       | PM55000761    | Classé          | 1991      |                |
| Skulptur Madonna mit Kind und Vogel (1)                                             | Eichenholz, 18. Jahrhundert | im Centre hospitalier Sainte-Catherine (Lage)             | PM55002727    | Inscrit         | 2010      |                |
| Lampe du Couronnement de Notre-Dame-de-Verdun                                       | ewiges Licht; Silber, 1946 von François Biais | in der Kathedrale Notre-Dame-de-l’Assomption (Lage)       | PM55002465    | Inscrit         | 1997      |                |
| Weihrauchschiffchen (1)                                                             | Silber, zwischen 1819 und 1838, von Jean-François Burel | in der Kathedrale Notre-Dame-de-l’Assomption (Lage)       | PM55002469    | Inscrit         | 1992      |                |
| Goldener Bischofsornat mit Engeln                                                   | Kasel, Stola, Manipel und Bursa; Seide, bestickt, 1889 | in der Kathedrale Notre-Dame-de-l’Assomption (Lage)       | PM55002471    | Inscrit         | 1995      |                |
| Reliquienskulptur des heiligen Pulchronius                                          | Bronze, versilbert, 1935 von Henri Bouchard | in der Kathedrale Notre-Dame-de-l’Assomption (Lage)       | PM55002494    | Inscrit         | 2003      |                |
| Skulptur Notre-Dame des clefs                                                       | Stein und Holz, 13. Jahrhundert | in der Kirche St-Victor (Lage)                            | PM55002507    | Inscrit         | 1985      |                |
| Kommode Nr. 1                                                                       | Holz, Bronze, 18. Jahrhundert | in der Unterpräfektur (Lage)                              | PM55002515    | Inscrit         | 2001      |                |
| Kommode Nr. 3                                                                       | Holz, Marmor, zweite Hälfte des 18. Jahrhunderts | in der Unterpräfektur (Lage)                              | PM55002516    | Inscrit         | 2001      |                |
| Reliquienschrein                                                                    | Kupfer, vergoldet, Seide, Glas, um 1850 | in der Kathedrale Notre-Dame-de-l’Assomption (Lage)       | PM55002576    | Inscrit         | 2005      |                |
| Retabel aus der Kirche Annonciation-de-la-Vierge in Benoite-Vaux                    | Holz, 19. Jahrhundert | in der Kathedrale Notre-Dame-de-l’Assomption (Lage)       | PM55002582    | Inscrit         | 2005      |                |
| Bursa von Louis Rossat                                                              | Seide, bestickt, zwischen 1844 und 1866 | in der Kathedrale Notre-Dame-de-l’Assomption (Lage)       | PM55002583    | Inscrit         | 2005      |                |
| Weiße Pluviale (1)                                                                  | Seide, bestickt, 19. Jahrhundert | in der Kathedrale Notre-Dame-de-l’Assomption (Lage)       | PM55002586    | Inscrit         | 2005      |                |
| Weiße Pluviale (2)                                                                  | Seide, bestickt, 19. Jahrhundert | in der Kathedrale Notre-Dame-de-l’Assomption (Lage)       | PM55002587    | Inscrit         | 2995      |                |
| Grün-violetter Wendeornat                                                           | Seide, bestickt, Mitte des 19. Jahrhunderts | in der Kathedrale Notre-Dame-de-l’Assomption (Lage)       | PM55002660    | Inscrit         | 2007      |                |
| Stundenglocke (1)                                                                   | Bronze, 1768 gegossen | im Hôtel de Ville (Lage)                                  | PM55002663    | Classé          | 2009      |                |
| Spiegel                                                                             | Spiegelglas, vergoldeter Holzrahmen, zweite Hälfte des 18. Jahrhunderts | im Centre hospitalier Sainte-Catherine (Lage)             | PM55001221    | Classé          | 1996      |                |
| Skulptur Notre-Dame-de-Verdun                                                       | Stein, 1932 von Henri Bouchard | in der Kathedrale Notre-Dame-de-l’Assomption (Lage)       | PM55001223    | Classé          | 1996      |                |
| Rimonim (2)                                                                         | Silber, zweite Hälfte des 19. Jahrhunderts | in der Synagoge (Lage)                                    | PM55001234    | Classé          | 1998      |                |
| Wandteppich Der Fuchs und der Storch                                                | aus dem 17. Jahrhundert; nach der Fabel von Jean de la Fontaine | im Centre hospitalier Sainte-Catherine (Lage)             | PM55001284    | Classé          | 1964      |                |
| Louis-seize-Kommode                                                                 | Acajouholz, Marmor, 18. Jahrhundert | im Centre hospitalier Sainte-Catherine (Lage)             | PM55001294    | Classé          | 1964      |                |
| Gemälde Porträt von Hippolyte de Béthune (2)                                        | Ölfarbe auf Leinwand, 18. Jahrhundert | im Centre hospitalier Sainte-Catherine (Lage)             | PM55001297    | Classé          | 1964      |                |
| Gemälde Porträt von Charles François d’Hallencourt de Dromesnil (2)                 | Ölfarbe auf Leinwand, 18. Jahrhundert | im Centre hospitalier Sainte-Catherine (Lage)             | PM55001298    | Classé          | 1964      |                |
| Schrank                                                                             | Holz, 16. Jahrhundert | im Centre hospitalier Sainte-Catherine (Lage)             | PM55001299    | Classé          | 1964      |                |
| Innenausstattung der Bibliothek                                                     | Ensemble aus PM55001302 bis PM55001304 | im Bischofspalast (Lage)                                  | PM55001301    | Classé          | 1971      |                |
| Vier Gemälde mit mythologischen Szenen                                              | in der Bibliothek; Ölfarbe auf Leinwand, zweite Hälfte des 18. Jahrhunderts, von François Mansuy | im Bischofspalast (Lage)                                  | PM55001302    | Classé          | 1971      |                |
| Wandvertäfelung (4)                                                                 | in der Bibliothek; Eichenholz, bemalt, zweite Hälfte des 18. Jahrhunderts | im Bischofspalast (Lage)                                  | PM55001303    | Classé          | 1971      |                |
| Kamin                                                                               | in der Bibliothek; Stein, zweite Hälfte des 18. Jahrhunderts | im Bischofspalast (Lage)                                  | PM55001304    | Classé          | 1971      |                |
| Monstranz (2)                                                                       | Silber, vergoldet, um 1800, von Pierre Paraud | in der Kathedrale Notre-Dame-de-l’Assomption (Lage)       | PM55001386    | Classé          | 2006      |                |
| Altar (1)                                                                           | Altartisch und Retabel; Marmor, Holz, 16. und 18. Jahrhundert | in der Kathedrale Notre-Dame-de-l’Assomption (Lage)       | PM55000666    | Classé          | 1982      |                |
| Altar (2)                                                                           | in der Kapelle St-Bernard; Altartisch und Retabel; Marmor, Holz, um 1755 | in der Kathedrale Notre-Dame-de-l’Assomption (Lage)       | PM55000668    | Classé          | 1982      |                |
| Altar (3)                                                                           | in der Kapelle St-Philippe-et-St-Jacques; Altartisch und Retabel; Marmor, Holz, nach 1755 | in der Kathedrale Notre-Dame-de-l’Assomption (Lage)       | PM55000669    | Classé          | 1982      |                |
| Michaelsaltar                                                                       | in der Kapelle Ste-Barbe; Altartisch, Retabel und Skulptur; Marmor, Holz, nach 1755; Skulptur von 1895 | in der Kathedrale Notre-Dame-de-l’Assomption (Lage)       | PM55000671    | Classé          | 1982      |                |
| Marienaltar                                                                         | auf der Südseite des östlichen Querschiffs; Retabel und Skulptur; Marmor, 1761, von Alexander Franciscus Schobbens | in der Kathedrale Notre-Dame-de-l’Assomption (Lage)       | PM55000674    | Classé Inscrit  |           |                |
| Bestattungskelch und -patene                                                        | Grabbeigabe; Silber, vergoldet, 14. Jahrhundert | in der Kathedrale Notre-Dame-de-l’Assomption (Lage)       | PM55000688    | Classé          | 1963      |                |
| Triptychon Marienkrönung                                                            | Elfenbein, 16. Jahrhundert | in der Kathedrale Notre-Dame-de-l’Assomption (Lage)       | PM55000690    | Classé          | 1963      |                |
| Kelch und Patene (4)                                                                | Silber, vergoldet, 17. Jahrhundert | in der Kathedrale Notre-Dame-de-l’Assomption (Lage)       | PM55000691    | Classé          | 1963      |                |
| Wandgemälde                                                                         | mit Szenen aus den Evangelien und zum Jüngsten Gericht, 15. Jahrhundert; in der Krypta | in der Kathedrale Notre-Dame-de-l’Assomption (Lage)       | PM55000742    | Classé          | 1913      |                |
| Sechs Tafelbilder                                                                   | aus einem Retabel; Ölfarbe auf Holz, 17. Jahrhundert | in der Kathedrale Notre-Dame-de-l’Assomption (Lage)       | PM55000754    | Classé          | 1991      |                |
| 89 Arzneigefäße                                                                     | Fayence, Porzellan, 18. und 19. Jahrhundert | im Centre hospitalier Sainte-Catherine (Lage)             | PM55000765    | Classé          | 1991      |                |
| Prozessionskreuz (1)                                                                | Messing, versilbert, Anfang des 18. Jahrhunderts | in der Kathedrale Notre-Dame-de-l’Assomption (Lage)       | PM55000770    | Classé          | 1991      |                |
| Grabstein für Theobald                                                              | Kalkstein, Anfang des 14. Jahrhunderts | in der Kathedrale Notre-Dame-de-l’Assomption (Lage)       | PM55000774    | Classé          | 1991      |                |
| Zwei Gemälde: Ludwig der Stammler und Kaiser Maximilian I.                          | Ölfarbe auf Leinwand, 16. Jahrhundert | im Bischofspalast (Lage)                                  | PM55000781    | Classé          | 1991      |                |
| Gerahmtes Kruzifix                                                                  | Holz, teilweise vergoldet, 18. Jahrhundert | im Centre hospitalier Sainte-Catherine (Lage)             | PM55000791    | Classé          | 1991      |                |
| Weihrauchfass (2)                                                                   | Silber, nach 1838, von Pierre Henry Favier | im Centre hospitalier Sainte-Catherine (Lage)             | PM55000792    | Classé          | 1991      |                |
| Kommode (1)                                                                         | Eichenholz, Bronze, 18. Jahrhundert | im Centre hospitalier Sainte-Catherine (Lage)             | PM55000796    | Classé          | 1991      |                |
| Skulptur Madonna mit Kind (1)                                                       | Holz, ehemals farbig gefasst, 14. Jahrhundert | in der Kathedrale Notre-Dame-de-l’Assomption (Lage)       | PM55000798    | Classé          | 1991      |                |
| Skulptur Madonna mit Kind und Vogel (2)                                             | Stein, farbig gefasst, 14. Jahrhundert | Rue sur les Gros Degrés (Lage)                            | PM55000649    | Classé          | 1980      |                |
| Orgel                                                                               | Ensemble aus PM55000648 und PM55002776 | in der Kathedrale Notre-Dame-de-l’Assomption (Lage)       | PM55001415    | Classé Inscrit  | 1980 2003 | weitere Bilder |
| Orgelprospekt                                                                       | 1762 von Nicolas Dupont gebaut | in der Kathedrale Notre-Dame-de-l’Assomption (Lage)       | PM55000648    | Classé          | 1980      | weitere Bilder |
| Instrumentalteil der Orgel                                                          | 1934/35 von Ernest-Théodore Jaquot gebaut; Spieltisch heute in der Manufacture Vosgienne de Grandes Orgues in Rambervillers | in der Kathedrale Notre-Dame-de-l’Assomption (Lage)       | PM55002776    | Inscrit         | 2003      | weitere Bilder |
| Gemälde Die Emmauspilger                                                            | Ölfarbe auf Leinwand, 18. Jahrhundert | in der Kathedrale Notre-Dame-de-l’Assomption (Lage)       | PM55000646    | Classé          | 1980      |                |
| Vier Altarleuchter                                                                  | Bronze, vergoldet, Anfang des 19. Jahrhunderts | in der Kathedrale Notre-Dame-de-l’Assomption (Lage)       | PM55000647    | Classé          | 1980      |                |
| Glocke (1)                                                                          | Bronze, 1756 gegossen; hölzernes Joch, schmiedeeiserner Klöppel | in der Kathedrale Notre-Dame-de-l’Assomption (Lage)       | PM55000651    | Classé          | 1989      |                |
| Gemälde Darstellung des Herrn (2)                                                   | Ölfarbe auf Leinwand, 1666; Kopie nach Simon Vouet | in der Kathedrale Notre-Dame-de-l’Assomption (Lage)       | PM55000654    | Classé          | 1907      |                |
| Baldachin des Hauptaltars                                                           | Marmor, Bronze, vergoldet, Eichenholz, 18. Jahrhundert | in der Kathedrale Notre-Dame-de-l’Assomption (Lage)       | PM55000657    | Classé          | 1907      |                |
| Tür der Kommunionbank                                                               | im Ostchor; Schmiedeeisen, vergoldet, 18. Jahrhundert | in der Kathedrale Notre-Dame-de-l’Assomption (Lage)       | PM55000658    | Classé          | 1907      |                |
| Gemälde Heilung des Gelähmten                                                       | Ölfarbe auf Leinwand, 18. Jahrhundert, von François Mansuy | in der Kathedrale Notre-Dame-de-l’Assomption (Lage)       | PM55000660    | Classé          | 1959      |                |
| Kommunionbank                                                                       | im Westchor; Schmiedeeisen, Blech, 18. Jahrhundert | in der Kathedrale Notre-Dame-de-l’Assomption (Lage)       | PM55000665    | Classé          | 1982      |                |
| Sanctinus-Altar                                                                     | Retabel und Skulptur; marmor, nach 1755, von Aimond de Gerveinkas | in der Kathedrale Notre-Dame-de-l’Assomption (Lage)       | PM55000673    | Classé          | 1982      |                |
| Gemälde Tod des heiligen Josef                                                      | Ölfarbe auf Leinwand, Holzrahmen, Ende des 17. Jahrhunderts | in der Kathedrale Notre-Dame-de-l’Assomption (Lage)       | PM55000675    | Classé          | 1982      |                |
| Gestühl des Kapitelsaals                                                            | Eichenholz, 18. Jahrhundert | in der Kathedrale Notre-Dame-de-l’Assomption (Lage)       | PM55000676    | Classé          | 1983      |                |
| Sieben Gemälde mit Heiligendarstellungen                                            | Ölfarbe auf Leinwand, Holzrahmen, 17. Jahrhundert; aus der Abtei St-Paul | in der Kathedrale Notre-Dame-de-l’Assomption (Lage)       | PM55000679    | Classé          | 1984      |                |
| Kelch und Patene (5)                                                                | Silber, vergoldet, 1784 | in der Kathedrale Notre-Dame-de-l’Assomption (Lage)       | PM55000693    | Classé          | 1963      |                |
| Kelch (7)                                                                           | Silber, vergoldet, 19. Jahrhundert | in der Kathedrale Notre-Dame-de-l’Assomption (Lage)       | PM55000699    | Classé          | 1963      |                |
| Weihrauchschiffchen (2)                                                             | Silber, Ende des 18. Jahrhunderts | in der Kathedrale Notre-Dame-de-l’Assomption (Lage)       | PM55000701    | Classé          | 1963      |                |
| Gemälde Anbetung der Könige                                                         | Ölfarbe auf Leinwand, 17. Jahrhundert | in der Kathedrale Notre-Dame-de-l’Assomption (Lage)       | PM55000704    | Classé          | 1968      |                |
| Ornat aus der Abtei St-Paul                                                         | Kasel, Stola, drei Manipel, Kelchvelum, Pluviale und zwei Dalmatiken; Seide, bestickt, 17. Jahrhundert | in der Kathedrale Notre-Dame-de-l’Assomption (Lage)       | PM55000708    | Classé          | 1971      |                |
| Gemälde Auferstehung                                                                | Ölfarbe auf Leinwand, 18. Jahrhundert, von François Mansuy | im Bischofspalast (Lage)                                  | PM55000711    | Classé          | 1970      |                |
| Sechs Geschütze aus dem Ersten Weltkrieg                                            | zwischen 1910 und 1917 gebaut | Avenue Maréchal Joffre (Lage)                             | PM55001383    | Classé          | 2005      |                |
| Kelch und Patene von Augustin Hacquard                                              | Silber, vergoldet, Email, Edelsteine, bezeichnet 1883, von Placide Poussielque-Rusand | in der Kathedrale Notre-Dame-de-l’Assomption (Lage)       | PM55001323    | Classé          | 2000      |                |
| Gemälde Porträt von Michel de Nicolai                                               | Ölfarbe auf Leinwand, vergoldeter Holzrahmen, erste Hälfte des 19. Jahrhunderts | im Centre hospitalier Sainte-Catherine (Lage)             | PM55001115    | Classé          | 1994      |                |
| Epitaph für Colette Maultraus und ihre Kinder                                       | Stein, bezeichnet 1381 | im Centre hospitalier Sainte-Catherine (Lage)             | PM55001222    | Classé          | 1996      |                |
| Kidduschbecher                                                                      | Silber, bezeichnet 1875 | in der Synagoge (Lage)                                    | PM55001239    | Classé          | 1998      |                |
| Gemälde Anbetung der Madonna durch die Bischöfe Albéron de Chiny und Nicolas Psaume | Ölfarbe auf Leinwand, 18. Jahrhundert | im Centre hospitalier Sainte-Catherine (Lage)             | PM55001280    | Classé          | 1913      |                |
| Tapisserie Pelikan                                                                  | aus dem 17. Jahrhundert | im Centre hospitalier Sainte-Catherine (Lage)             | PM55001285    | Classé          | 1964      |                |
| Drei Louis-seize-Sessel                                                             | Holz, teilweise vergoldet, Stoff, 18. Jahrhundert | im Centre hospitalier Sainte-Catherine (Lage)             | PM55001286    | Classé          | 1964      |                |
| Zwei Louis-quinze-Stühle und drei Louis-quinze-Sessel                               | Holz, Stoff, 18. Jahrhundert | im Centre hospitalier Sainte-Catherine (Lage)             | PM55001287    | Classé          | 1964      |                |
| Apothekenschrank mit 37 Arzneigefäßen                                               | Holz, Fayence, 18. Jahrhundert | im Centre hospitalier Sainte-Catherine (Lage)             | PM55001289    | Classé          | 1964      |                |
| Gemälde Porträt des heiligen Agericus von Verdun                                    | Ölfarbe auf Leinwand, 19. Jahrhundert | im Centre hospitalier Sainte-Catherine (Lage)             | PM55001296    | Classé          | 1964      |                |
| Buchmalerei Eid auf den Grafen von Verdun                                           | Pergament, 16. Jahrhundert | im Hôtel de Ville (Lage)                                  | PM55000715    | Classé          | 1944      |                |
| Skulptur Unterweisung Mariens von Chalade                                           | Eichenholz, farbig gefasst, 16. Jahrhundert | in der Kathedrale Notre-Dame-de-l’Assomption (Lage)       | PM55000756    | Classé          | 1991      |                |
| Reliquienbild Madonna mit Kind                                                      | Stoff, bestickt, Papier, vergoldeter Holzrahmen, Ende des 18. Jahrhunderts | in der Kathedrale Notre-Dame-de-l’Assomption (Lage)       | PM55000759    | Classé          | 1991      |                |
| Kelch (8)                                                                           | Kristallglas, 18. Jahrhundert | in der Kathedrale Notre-Dame-de-l’Assomption (Lage)       | PM55000762    | Classé          | 1991      |                |
| Kelch                                                                               | Silber, vergoldet, zwischen 1798 und 1809 | in der Kathedrale Notre-Dame-de-l’Assomption (Lage)       | PM55000763    | Classé          | 1991      |                |
| Gemälde Beweinung Christi                                                           | Ölfarbe auf Leinwand, 17. Jahrhundert; nach Anthonis van Dyck | im Centre hospitalier Sainte-Catherine (Lage)             | PM55000764    | Classé          | 1991      |                |
| Grabinschrift für Wieris de Pargny                                                  | Kalkstein, bezeichnet 1308 | in der Kathedrale Notre-Dame-de-l’Assomption (Lage)       | PM55000776    | Classé          | 1991      |                |
| Bischofsstab                                                                        | Silber, vergoldet, zweite Hälfte des 19. Jahrhunderts, von Placide Poussielgue-Rusand | im Bischofspalast (Lage)                                  | PM55000787    | Classé          | 1991      |                |
| Epitaph für Morans Frapiers                                                         | Kalkstein, bezeichnet 1312 | im Centre hospitalier Sainte-Catherine (Lage)             | PM55000788    | Classé          | 1991      |                |
| Weihrauchschiffchen und -löffel                                                     | Silber, Mitte des 19. Jahrhunderts | im Centre hospitalier Sainte-Catherine (Lage)             | PM55000793    | Classé          | 1991      |                |
| Kommode (2)                                                                         | Eichenholz, 18. Jahrhundert | im Centre hospitalier Sainte-Catherine (Lage)             | PM55000797    | Classé          | 1991      |                |
| Zwei Kronen und ein Szepter für die Skulptur Notre-Dame-de-Verdun                   | Gold, Diamanten, Perlen, Rubine, Smaragde und Amethyste, 1946 von François Biais, Entwurf Henri Bouchard | in der Kathedrale Notre-Dame-de-l’Assomption (Lage)       | PM55000799    | Classé          | 1991      |                |
| Behälter für die heiligen Öle (2)                                                   | Silber, 18. Jahrhundert | in der Kathedrale Notre-Dame-de-l’Assomption (Lage)       | PM55000805    | Classé          | 1991      |                |
| Kelch von Faillonnet                                                                | Silber, zwischen 1770 und 1780 | in der Kathedrale Notre-Dame-de-l’Assomption (Lage)       | PM55001416    | Classé          | 2007      |                |
| Grabinschrift für Richard Litouffe                                                  | Kalkstein, bezeichnet 1275 | in der Kirche St-Victor (Lage)                            | PM55001389    | Classé          | 2007      |                |
| Anhänger Notre-Dame-de-Verdun                                                       | Zinn, 17. Jahrhundert | in der Kathedrale Notre-Dame-de-l’Assomption (Lage)       | PM55002481    | Inscrit         | 1992      |                |
| Kommode Nr. 2                                                                       | Holz, Marmor, 18. Jahrhundert | in der Unterpräfektur (Lage)                              | PM55002513    | Inscrit         | 2001      |                |
| Roter Ornat                                                                         | Kasel, Pluviale, Aurifrisium, dalmatik und Tunika; Stoff, bestickt, 17. und 19. Jahrhundert | in der Kathedrale Notre-Dame-de-l’Assomption (Lage)       | PM55001324    | Classé          | 2000      |                |
| Himmelblauer Ornat                                                                  | Manipel, Stola, Dalmatik und Tunika; Stoff, bestickt, um 1750 | in der Kathedrale Notre-Dame-de-l’Assomption (Lage)       | PM55001328    | Classé          | 2000      |                |
| Skulptur Maria lactans                                                              | Stein, farbig gefasst, 14. Jahrhundert | in der Kathedrale Notre-Dame-de-l’Assomption (Lage)       | PM55000644    | Classé          | 1980      |                |
| Skulpturengruppe Darstellung des Herrn                                              | Stein, 13. oder 14. Jahrhundert | in der Kathedrale Notre-Dame-de-l’Assomption (Lage)       | PM55000645    | Classé          | 1980      |                |
| Glocke (2)                                                                          | Bronze, 1756 gegossen; hölzernes Joch, schmiedeeiserner Klöppel | in der Kathedrale Notre-Dame-de-l’Assomption (Lage)       | PM55000650    | Classé          | 1989      |                |
| Kanzel                                                                              | Holz, 18. Jahrhundert | in der Kathedrale Notre-Dame-de-l’Assomption (Lage)       | PM55000656    | Classé          | 1907      |                |
| Gemälde Mystische Hochzeit der heiligen Katharina                                   | Ölfarbe auf Leinwand, 17. Jahrhundert | in der Kathedrale Notre-Dame-de-l’Assomption (Lage)       | PM55000661    | Classé          | 1959      |                |
| Relief Kreuzigungsgruppe mit der heiligen Barbara und dem heiligen Nikolaus         | Stein, um 1500 | in der Kathedrale Notre-Dame-de-l’Assomption (Lage)       | PM55000663    | Classé          | 1982      |                |
| Mater-dolorosa-Altar                                                                | Altartisch, Retabel und Pietà; Marmor, nach 1755, von Joseph Jonkker | in der Kathedrale Notre-Dame-de-l’Assomption (Lage)       | PM55000667    | Classé          | 1982      |                |
| Altar (4)                                                                           | in der Johanna-von-Orleans-Kapelle; Altartisch und Retabel; Marmor, nach 1755 | in der Kathedrale Notre-Dame-de-l’Assomption (Lage)       | PM55000670    | Classé          | 1982      |                |
| Weihrauchfass (5)                                                                   | Silber, zwischen 1819 und 1838 | in der Kathedrale Notre-Dame-de-l’Assomption (Lage)       | PM55000677    | Classé          | 1983      |                |
| Weihrauchschiffchen (3)                                                             | Silber, zwischen 1819 und 1838 | in der Kathedrale Notre-Dame-de-l’Assomption (Lage)       | PM55000678    | Classé          | 1983      |                |
| Osterleuchter                                                                       | Holz, vergoldet, Ende des 18. Jahrhunderts | in der Kathedrale Notre-Dame-de-l’Assomption (Lage)       | PM55000680    | Classé          | 1988      |                |
| Prozessionskreuz (2)                                                                | Kupfer, 15. und 19. Jahrhundert | in der Kathedrale Notre-Dame-de-l’Assomption (Lage)       | PM55000681    | Classé          | 1988      |                |
| Gitter der Sakramentskapelle                                                        | Schmiedeeisen, 1873 | in der Kathedrale Notre-Dame-de-l’Assomption (Lage)       | PM55000682    | Classé          | 1988      |                |
| Prozessionskreuz (3)                                                                | Silber, teilweise vergoldet, Edelsteine, Ende des 15. Jahrhunderts; mit Reliquie des Wahren Kreuzes | in der Kathedrale Notre-Dame-de-l’Assomption (Lage)       | PM55000685    | Classé          | 1963      |                |
| Hirtenstab                                                                          | Silber, teilweise vergoldet, Ende des 15. Jahrhunderts | in der Kathedrale Notre-Dame-de-l’Assomption (Lage)       | PM55000686    | Classé          | 1963      |                |
| Kelch und Patene (6)                                                                | Silber, vergoldet, Anfang des 19. Jahrhunderts | in der Kathedrale Notre-Dame-de-l’Assomption (Lage)       | PM55000694    | Classé          | 1963      |                |
| Behälter für die heiligen Öle (3)                                                   | Silber, 18. Jahrhundert | in der Kathedrale Notre-Dame-de-l’Assomption (Lage)       | PM55000702    | Classé          | 1963      |                |
| Relief Johannes der Täufer                                                          | Stein, 16. Jahrhundert; möglicherweise aus der Werkstatt von Ligier oder Gérard Richier | in der Kathedrale Notre-Dame-de-l’Assomption (Lage)       | PM55000703    | Classé          | 1965      |                |
| Kelch (9)                                                                           | Silber, vergoldet, Gold, bezeichnet 1702 | in der Kathedrale Notre-Dame-de-l’Assomption (Lage)       | PM55000706    | Classé          | 1971      |                |
| Skulptur Heiliger Rochus (3)                                                        | Holz, farbig gefasst, 17. Jahrhundert | in der Kirche St-Sauveur (Lage)                           | PM55000709    | Classé          | 1964      |                |
| Gemälde Christus im Garten Gethsemane                                               | Ölfarbe auf Leinwand, 18. Jahrhundert, von François Mansuy | im Bischofspalast (Lage)                                  | PM55000712    | Classé          | 1970      |                |
| Goldenes Buch der Bischöfe von Verdun                                               | Manuskript, 16. Jahrhundert | im Hôtel de Ville (Lage)                                  | PM55000714    | Classé          | 1936      |                |
| Archäologische Funde                                                                | bei der Unterschutzstellung unidentifizierte und undatierte Objekte aus Saint-Laurent-sur-Othain, wohl gallorömisch | im Musée de la Princerie (Lage)                           | PM55000716    | Classé          | 1934      |                |
| Votivaltar                                                                          | aus Saint-Laurent-sur-Othain, wohl gallorömisch | im Musée de la Princerie (Lage)                           | PM55000717    | Classé          | 1934      |                |
| Vier Skulpturen Betende Engel                                                       | Holz, 17. Jahrhundert | in der Kathedrale Notre-Dame-de-l’Assomption (Lage)       | PM55000758    | Classé          | 1991      |                |
| Vitrinenschrank                                                                     | Eichenholz, Glas, 18. Jahrhundert | im Centre hospitalier Sainte-Catherine (Lage)             | PM55000767    | Classé          | 1991      |                |
| Pluviale (3)                                                                        | Seide, bestickt, Anfang des 19. Jahrhunderts | in der Kathedrale Notre-Dame-de-l’Assomption (Lage)       | PM55000772    | Classé          | 1991      |                |
| Grabinschrift für den Messire Willaumes                                             | Kalkstein, bezeichnet 1358 | in der Kathedrale Notre-Dame-de-l’Assomption (Lage)       | PM55000775    | Classé          | 1991      |                |
| Vier Fragmente des Chormosaiks                                                      | Keramikfliesen, Ende des 13. Jahrhunderts | in der Kathedrale Notre-Dame-de-l’Assomption (Lage)       | PM55000778    | Classé          | 1991      |                |
| 17 Bodenfliesen                                                                     | aus dem 12. bis 15. Jahrhundert | in der Kathedrale Notre-Dame-de-l’Assomption (Lage)       | PM55000779    | Classé          | 1991      |                |
| Skulptur Bischofskopf                                                               | Kalkstein, farbig gefasst, um 1500 | im Bischofspalast (Lage)                                  | PM55000780    | Classé          | 1991      |                |
| Gemälde Porträt von Hippolyte de Béthune (3)                                        | Ölfarbe auf Karton, vergoldeter Holzrahmen, 18. Jahrhundert | im Bischofspalast (Lage)                                  | PM55000782    | Classé          | 1991      |                |
| Kruzifix (2)                                                                        | Elfenbein, Holz, Anfang des 18. Jahrhunderts | im Bischofspalast (Lage)                                  | PM55000784    | Classé          | 1991      |                |
| Skulptur Madonna mit Kind (2)                                                       | Stein, farbig gefasst, 14. Jahrhundert | im Bischofspalast (Lage)                                  | PM55000786    | Classé          | 1991      |                |
| Epitaph für Yersen de Dugny                                                         | Kalkstein, bezeichnet 1333 | im Centre hospitalier Sainte-Catherine (Lage)             | PM55000789    | Classé          | 1991      |                |
| Wappenbecher                                                                        | Glas, 18. Jahrhundert | in der Kathedrale Notre-Dame-de-l’Assomption (Lage)       | PM55000801    | Classé          | 1991      |                |
| Kelch (10)                                                                          | Zinn, Anfang des 18. Jahrhunderts | in der Kathedrale Notre-Dame-de-l’Assomption (Lage)       | PM55000802    | Classé          | 1991      |                |
| Kelch (11)                                                                          | Silber, 1670 von André Leveneur | in der Kathedrale Notre-Dame-de-l’Assomption (Lage)       | PM55000803    | Classé          | 1991      |                |
| Behälter für die heiligen Öle (4)                                                   | Silber, um 1780 | im Centre hospitalier Sainte-Catherine (Lage)             | PM55001220    | Classé          | 1996      |                |
| Torazeiger                                                                          | Zinn, Anfang des 19. Jahrhunderts | in der Synagoge (Lage)                                    | PM55001236    | Classé          | 1998      |                |
| Stundenglocke (2)                                                                   | Bronze, 1301 gegossen; 1944 zerstört | im Collège Buvignier (Lage)                               | PM55001283    | Classé gelöscht | 1915 1957 |                |
| Louis-quinze-Kommode (5)                                                            | Acajouholz, Marmor, 18. Jahrhundert | im Centre hospitalier Sainte-Catherine (Lage)             | PM55001292    | Classé          | 1964      |                |
| Innenausstattung des zweiten Erdgeschosssalons                                      | Wandvertäfelung, Türen und Kamin; Holz, Stein, zweite Hälfte des 18. Jahrhunderts | im Bischofspalast (Lage)                                  | PM55001306    | Classé          | 1920      |                |
| Wandvertäfelung des dritten Erdgeschosssalons                                       | Eichenholz, bemalt, zweite Hälfte des 18. Jahrhunderts | im Bischofspalast (Lage)                                  | PM55001307    | Classé          | 1920      |                |
| Grabinschrift für Joffrois Heicelas                                                 | Kalkstein, bezeichnet 1288 | in der Kirche St-Victor (Lage)                            | PM55001367    | Classé          | 2001      |                |
| Gemälde Heilige Katharina von Alexandrien                                           | Ölfarbe auf Leinwand, 19. Jahrhundert | im Centre hospitalier Sainte-Catherine (Lage)             | PM55002457    | Inscrit         | 2000      |                |
| Reliquienskulptur Heiliger Sanctinus                                                | Bronze, versilbert, 1935 von Henri Bouchard | in der Kathedrale Notre-Dame-de-l’Assomption (Lage)       | PM55002476    | Inscrit         | 2003      |                |
| Reliquienskulptur Heiliger Paulus von Verdun                                        | Bronze, versilbert, 1935 von Henri Bouchard | in der Kathedrale Notre-Dame-de-l’Assomption (Lage)       | PM55002492    | Inscrit         | 2003      |                |
| Zwei Paxtafeln                                                                      | Silber, 18. oder 19. Jahrhundert | in der Kathedrale Notre-Dame-de-l’Assomption (Lage)       | PM55002500    | Inscrit         | 1987      |                |
| Grabinschrift für Françoise Bailliot                                                | Kalkstein, bezeichnet 1636 | in der Kirche St-Victor (Lage)                            | PM55002506    | Inscrit         | 1998      |                |
| Kommode Nr. 4                                                                       | Holz, 18. Jahrhundert | in der Unterpräfektur (Lage)                              | PM55002514    | Inscrit         | 2001      |                |
| 17 Gemälde                                                                          | Darstellungen des Kreuzwegs (14 Gemälde), der Kreuzigung, des Pfarrers von Ars und der heiligen Therese von Lisieux; Ölfarbe auf Leinwand maroufliert, 1928 und 1930, von Gabriel Moiselet | in der Kapelle des Instituts Saint-Joseph (Lage)          | PM55002503    | Inscrit         | 2004      |                |
| Kirchenausstattung                                                                  | bestehend aus Hauptaltar, fünf Nebenaltären mit ihren Skulpturen, einem Beichtstuhl, der Wandvertäfelung, einer Nische mit Skulptur des heiligen Antonius von Padua, 25 Kirchenbänken, zwei Bänken für die Nonnen, dem Chorgestühl, zwei Opferstöcken, zwei Weihwasserbecken und einem Expositionsturm mit dem Prager Jesulein; Eichenholz, Keramik, 1889, aus der Werkstatt von Théophile Klem | in der Kapelle des Instituts Saint-Joseph (Lage)          | PM55002505    | Inscrit         | 2004      |                |
| Armreliquiar                                                                        | Holz, farbig gefasst, 17. Jahrhundert | in der Kathedrale Notre-Dame-de-l’Assomption (Lage)       | PM55002580    | Inscrit         | 2005      |                |
| Reliquienbild (4)                                                                   | Holz, vergoldet, Papier, 19. Jahrhundert | in der Kathedrale Notre-Dame-de-l’Assomption (Lage)       | PM55002584    | Inscrit         | 2005      |                |
| Ziborium (3)                                                                        | Silber, Messing, zweite Hälfte des 18. Jahrhunderts | in der Kathedrale Notre-Dame-de-l’Assomption (Lage)       | PM55002470    | Inscrit         | 1993      |                |